# Дрезано
Дрезано (итал. Dresano) — коммуна в Италии, в провинции Милан области Ломбардия.
Население составляет 2341 человек, плотность населения составляет 780 чел./км². Занимает площадь 3 км². Почтовый индекс — 20077. Телефонный код — 02.
Покровителем коммуны почитается святой Георгий, празднование 23 апреля.